# Eptesicus fuscus
Eptesicus fuscus är en fladdermusart som först beskrevs av Ambroise Marie François Joseph Palisot de Beauvois 1796.  Eptesicus fuscus ingår i släktet Eptesicus och familjen läderlappar. IUCN kategoriserar arten globalt som livskraftig. Inga underarter finns listade i Catalogue of Life. Wilson & Reeder (2005) skiljer mellan 12 underarter.
Artepitet fuscus är det latinska ordet för brun.

## Utseende
Denna fladdermus kännetecknas av ett stort huvud med tjocka avrundade öron. Arten har korta breda vingar. Den långa pälsen är på ovansidan ljusbrun till brun och på undersidan ännu ljusare. Eptesicus fuscus har dessutom en svartaktig flygmembran samt svarta öron, nos och fötter. På varje sida av överkäken förekommer två framtänder och fyra molarer. Antalet tänder är 32. Individerna blir med svans 102 till 156 mm långa och svanslängden är 35 till 54 mm. De har 38 till 50 mm långa underarmar, 12 till 20 mm långa öron och en vikt av 10 till 20 g.

## Utbredning och habitat
Denna fladdermus förekommer i stora delar av Nord- och Centralamerika samt i norra Sydamerika (se karta). Artens ursprungliga habitat är skogar men den vistas även i kultiverade landskap inklusive i städer.

## Ekologi
Individerna vilar bland annat i trädens håligheter, i grottor eller i bergssprickor. De sover gärna i gömställen som skapades av människor som byggnader, gruvor eller tunnlar. I norra delen av utbredningsområdet håller fladdermusen vinterdvala men den vaknar ibland och kan i så fall flyga till ett lämpligare gömställe. Eptesicus fuscus jagar flygande insekter som skalbaggar, flygande myror, getingar och trollsländor.
Arten jagar med hjälp av ekolokalisering. Individerna lämnar gömstället redan under skymningen och de jagar på kvällen cirka 50 meter över marken. Senare under natten flyger de närmare marken. Eptesicus fuscus kan igenkänna en svärm med insekter från 600 meter avstånd. Exemplar från kalla trakter lagrar under hösten fett i kroppen.
Parningen sker under hösten och sedan förvaras hannens sädesceller i honans könsorgan tills den egentliga dräktigheten börjar. I Nordamerika föds allmänt en unge per kull under senare våren eller tidiga sommaren. Honor bildar före ungarnas födelse egna kolonier som är skilda från hannarna. Ungen föds blind, naken och med slutna öron öppningar. Efter 18 till 35 dagar får ungen flygförmåga. Hannar kan vanligen para sig under första parningstiden efter födelsen och några honor först under andra parningstiden.

## Bildgalleri

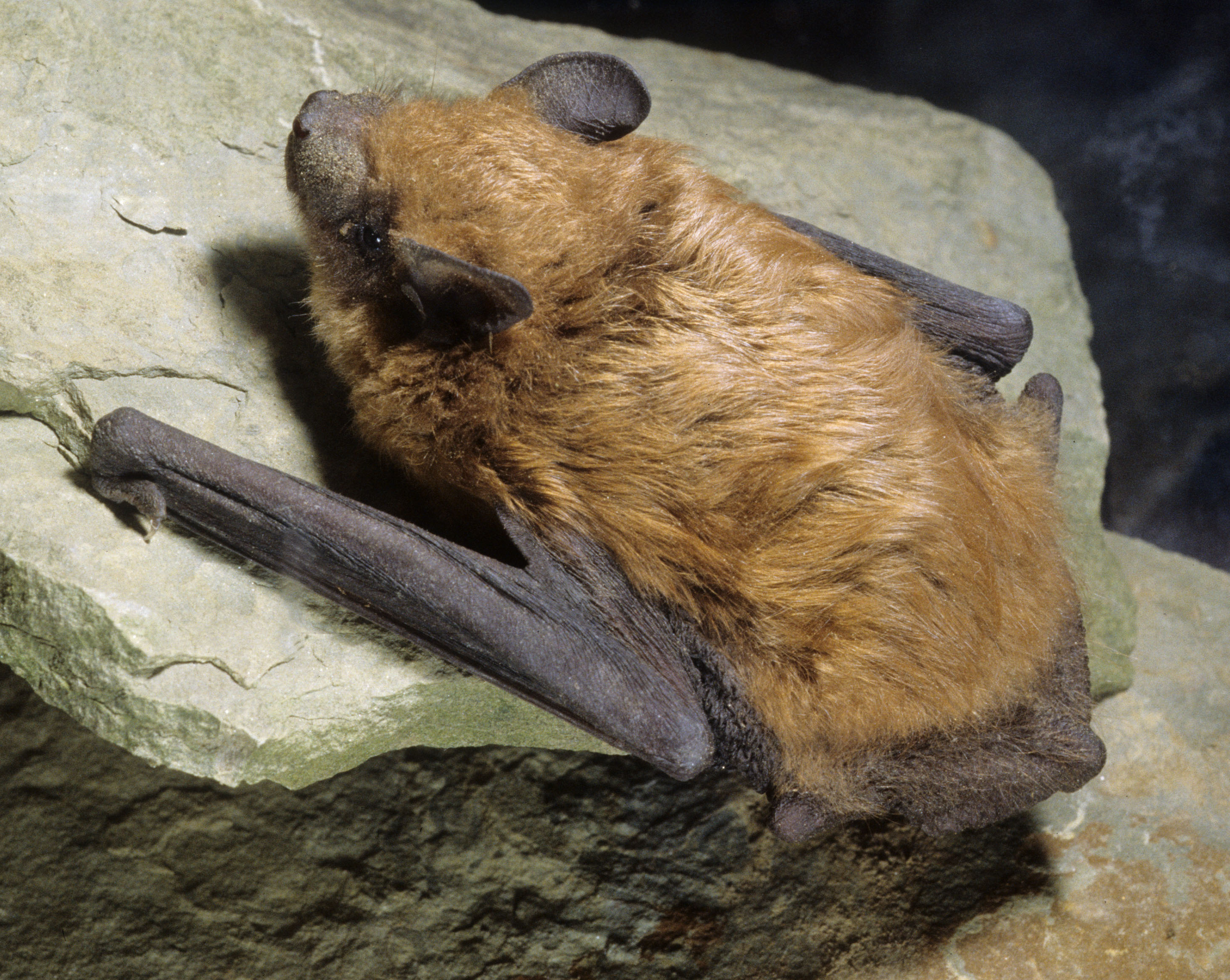
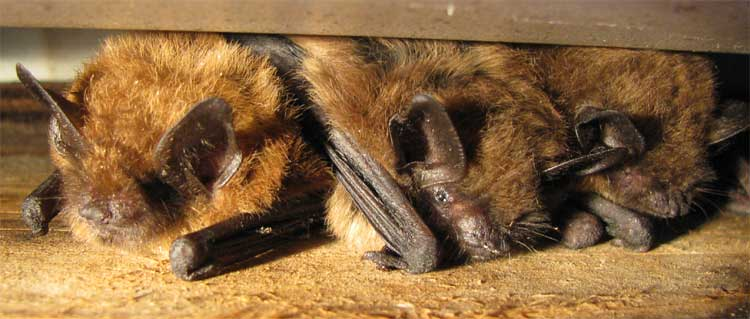
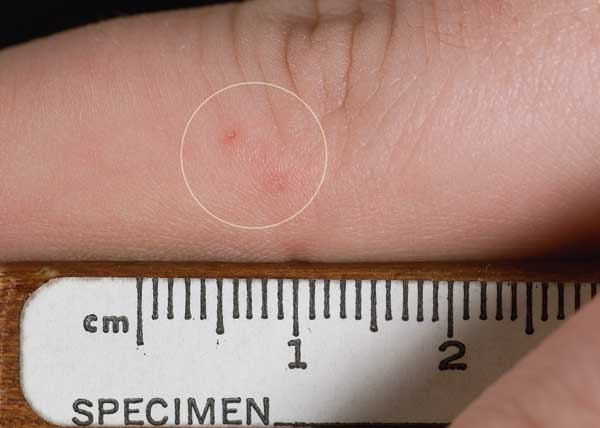
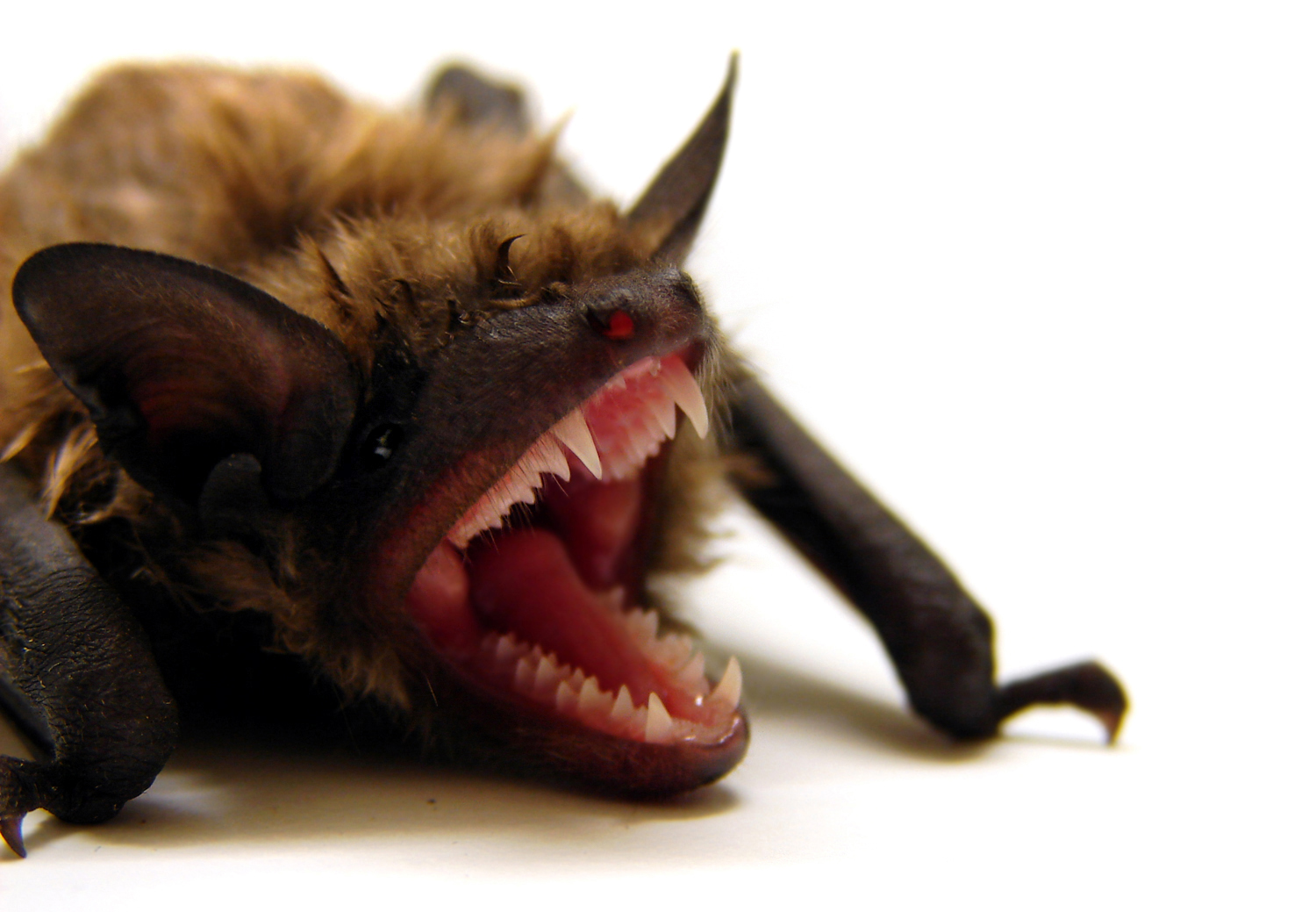
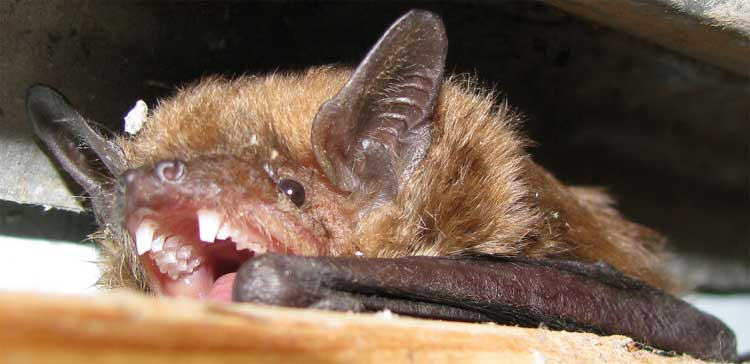